# Parzen

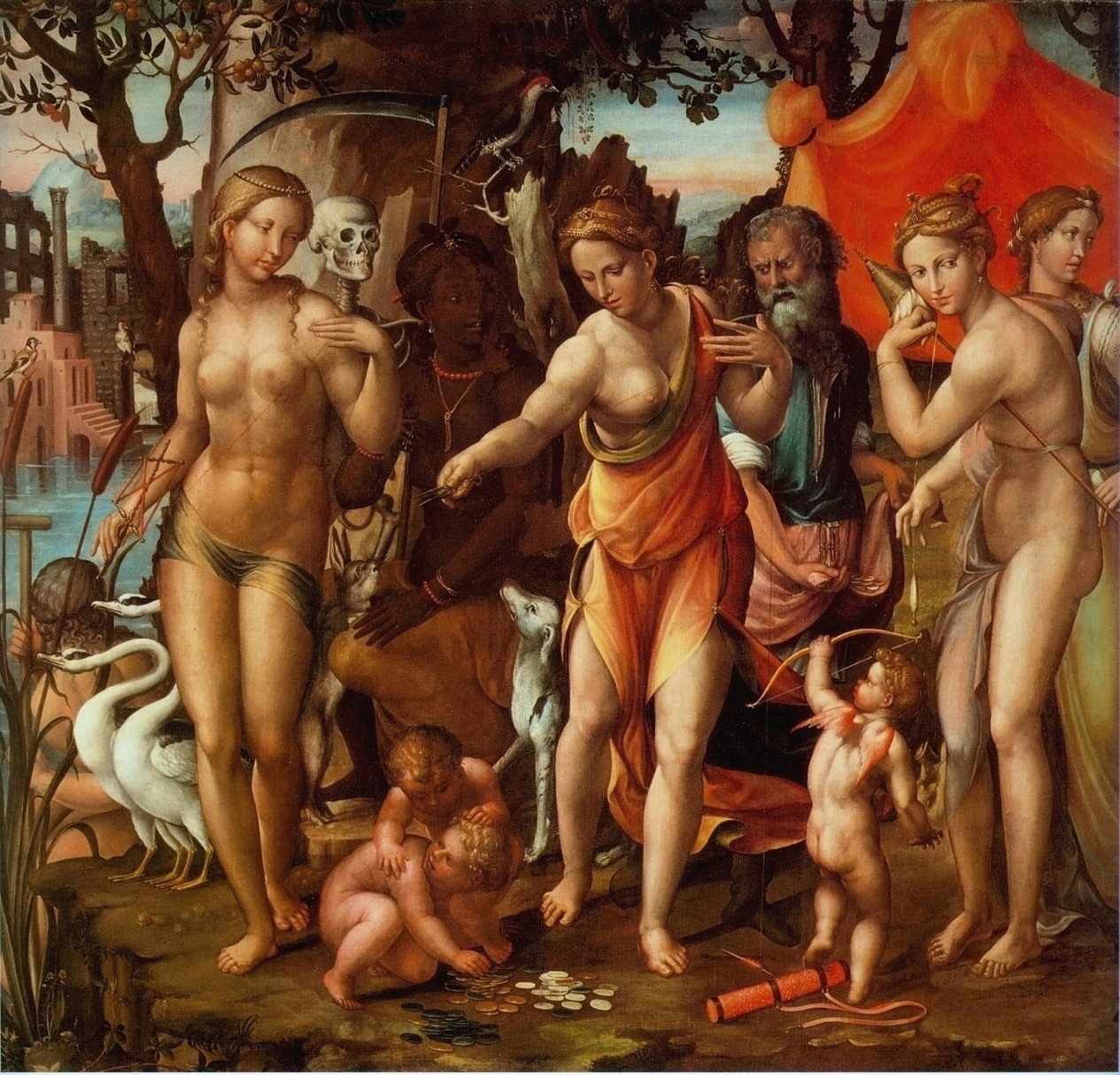
Die drei Parzen, Gemälde Sodomas um 1525 (Gallerie Nazionali d’Arte Antica, Rom)

Die Parzen (lateinisch Parcae) sind in der römischen Mythologie die drei Schicksalsgöttinnen, die den drei Moiren der griechischen Mythologie entsprechen. Sie können gemeinsam oder auch einzeln agieren; gemeinsam haben sie Einfluss auf den Lebensfaden. Gemeinsam werden sie nicht nur Parzen, sondern auch Fata genannt.
Die Parzen heißen Nona (neunte), Decima (zehnte) und Parca (Geburtshelferin), anstelle der Parca wurde in der römischen Literatur auch der Name Morta benutzt. Ihre Namen weisen auf ihre ursprüngliche Bedeutung als Geburtsgöttinnen hin, wobei sich Nona und Decima auf die Monate einer normal verlaufenden Schwangerschaft beziehen. Im Zuge der Interpretatio Romana wurden sie den griechischen Moiren angepasst und damit in Schicksalsgöttinnen umgedeutet.
Nona spinnt den Lebensfaden, Decima entscheidet über das Lebensgeschick, Morta durchtrennt den Lebensfaden.
Die ursprünglich aus der griechischen Mythologie stammenden Namen Clotho, Lachesis und Atropos werden auch in einigen lateinischen Quellen verwendet.

## Antike

### Mythologie

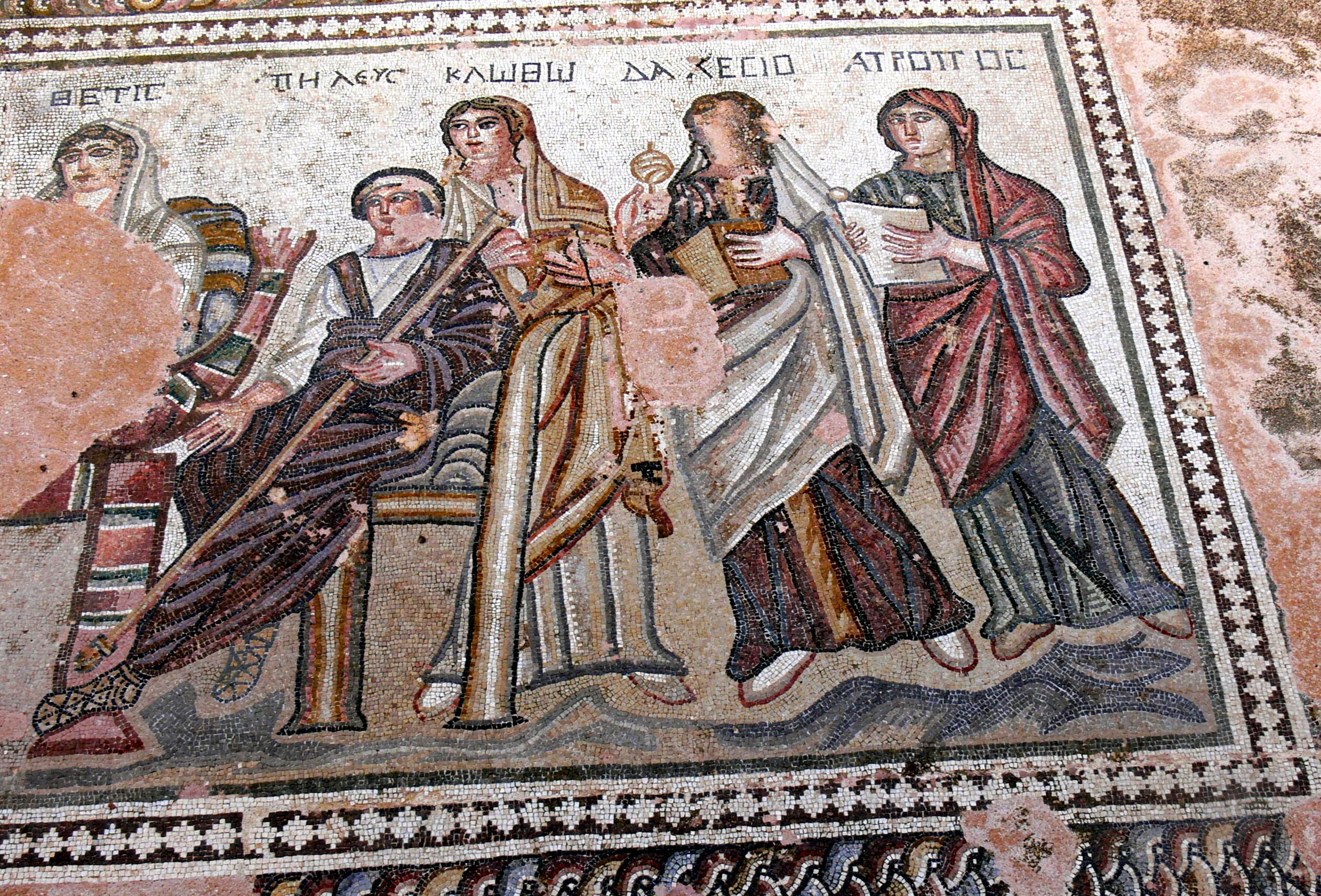
Spätantike Darstellung der drei Schicksalsgöttinnen auf einem Mosaik mit Darstellung des Bades des Achilles (Ausschnitt) im so genannten Haus des Theseus (Paphos, Zypern). Rechts Atropos, daneben Lachesis, daneben Klotho.

Die Parzen werden in der römischen Mythologie an zahlreichen Stellen als Schicksalsgottheiten erwähnt. So spinnen sie in der Achilleis des Publius Papinius Statius dem Achilles seinen Lebensfaden zu (Stat. Ach. I,255 ff.). Bei der Hochzeit von Achilles’ Eltern, Thetis und Peleus sind sie nach Catull ebenfalls schon anwesend (Catull. carm. 64,313 f.).
In der Bearbeitung des Ovid sind es die Fata, die den Lebensfaden des Meleager mit dem Bestand eines Holzscheites verbinden; Meleager wird sterben sobald dieses verbrennt (Ov. met. VIII, 451 ff.).
In der Mythologie gibt es die fata scribunda, das Schicksal also, dessen in Gestalt der Parzen schreibend gedacht wird. Dieses Schreiben kann so weit gehen, dass die Parzen gleichsam zu Sekretärinnen Jupiters werden. Nach Claudian verbinden sie die Worte Jupiters mit den Schicksalsfäden (Claud. Gild 202 f.). Sie hüten auch ein Archiv, in dem Jupiters Wille auf Erztafeln festgehalten wird. Ebenso wie die griechischen Götter waren auch die römischen Götter dem Schicksal, das durch die Parzen personifiziert ist, unterworfen.
Die Parzen haben weiterhin einen engen Bezug zum Gott der Unterwelt, so sind sie eine Hilfe beim Raub der Proserpina, wie Claudian angibt (Claud. rapt Pros. I,45 ff.). In der Thebais des Statius (Stat. Theb. 8,26) sind die Schicksalsgöttinnen in der Unterwelt an der Verurteilung der Verstorbenen beteiligt.

### Lebensbezüge
Die Moiren waren in der griechischen Mythologie nach Aristophanes bereits beim Zustandekommen der Ehe von Hera und Zeus beteiligt (Aristoph. av. 1731 ff.). In lateinischen Quellen verbinden sie bei der Hochzeit die Lebensfäden von Mann und Frau.
Ovid beklagt, dass sein Schicksal mit der Verbannung nach Tomis darauf zurückgeht, dass die Parzen ihm einen ungünstigen Faden zugesponnen haben.
Einige Grabinschriften machen die Schicksalsgöttinnen für den Tod der Verstorbenen verantwortlich.

### Archäologie

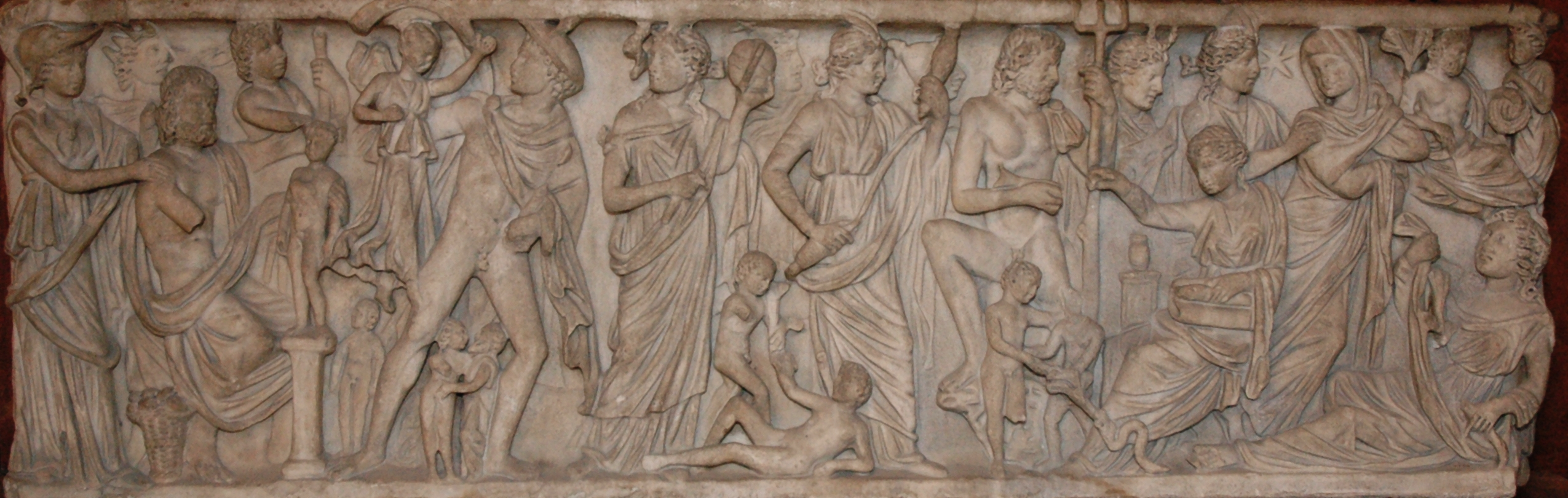
Römischer Sarkophag. Prometheus (links, sitzend) erschafft den Menschen; neben ihm stehend Athene. In der Bildmitte stehend zwei Parzen, Lachesis mit einer Kugel und Clotho mit Spindel und Rocken. Um 240 n. Chr., Louvre, Paris

Die Parzen sind mehrfach auf römischen Denkmälern abgebildet, außer auf dem Mosaik im sog. Haus des Theseus im Archäologischen Park Pafos oder dem
hier abgebildeten Sarkophag im Louvre etwa auch auf einem Steinsarg im MANN in Neapel. Ein weiteres Parzenrelief befindet sich in Schloss Tegel in Berlin.

## Rezeption

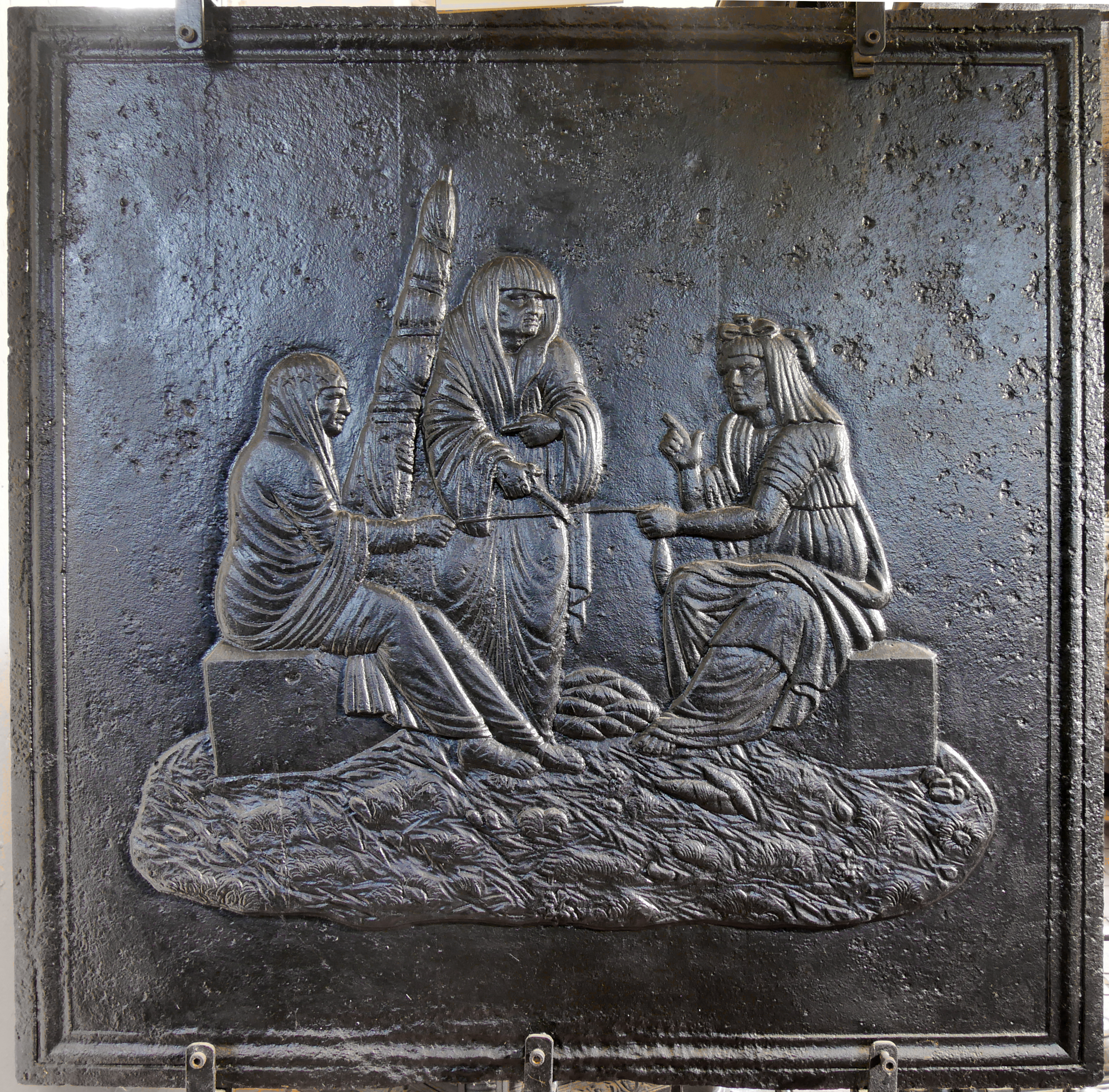
Takenplatte mit Abbildung der Drei Parzen (Freilichtmuseum Roscheider Hof)

### In der nachantiken Literatur
Das Parzenmotiv ist seit der antiken Dichtung lebendig geblieben. In fast allen früh-, hoch- und spätmittelalterlichen Mythographien werden sie erwähnt (Fulgentius, Isidor von Sevilla, Hrabanus Maurus, Mythographus Vaticanus Primus, Mythographus Vaticanus Secundus, Mythographus Vaticanus Tertius). Aber auch in moralisch-erzieherischen Werken wie den Epistre d'Othéa der Christine de Pizan sind ihnen Kapitel gewidmet. Dort werden sie zu Synonymen des Todes.
Für die bildende Kunst sind die zusammenfassenden Umdichtungen der Trionfi des Francesco Petrarca durch den französischen Dichter Jean Robertet von Bedeutung. Robertet führt in den Triumph des Todes die Parzen ein, die Petrarca nicht erwähnt. Über diesen Umweg finden die Parzen Eingang in die Ikonographie der Trionfi. Zahlreiche Bildteppich-Serien zeigen die Schicksalsgöttinnen als Personifikationen des Todes.
In der Dichtung der Klassik und Frühromantik findet das Motiv in der deutschen Dichtung wieder verstärkt Beachtung (Friedrich Schiller: An die Parzen, Johann Wolfgang Goethe: Faust II, Friedrich Hölderlin: An die Parzen, Heinrich Heine: Es sitzen am Kreuzweg drei Frauen), in der Literatur des 20. Jahrhunderts zum Beispiel bei Albert Vigoleis Thelen: Holmgang, Hans Magnus Enzensberger: lachesis lapponica. Im Schauspiel The Alcestiad von Thornton Wilder treten sie als The Drunken Sisters im Schlussteil auf und bringen zusammen mit Apollo die vorausgehende Tragödienhandlung in Gang.
Auch in der modernen Unterhaltungsliteratur findet man die Parzen wieder. Stephen King hat das Motiv in seinem Buch Insomnia – Schlaflos verarbeitet.

### In der Musik
- Jean-Baptiste Lully: Les Trois Parques, Ballet Royal de la Nuit, 2. Teil (1653).
- Jean-Philippe Rameau: Trio des Parques, Hippolyte et Aricie, 2. Eintritt (1733).
- Johannes Brahms: Gesang der Parzen, op. 89 für sechsstimmigen Chor und Orchester nach der literarischen Vorlage des Goethegedichtes
- Emerson, Lake and Palmer: The Three Fates (CD: 1970 – Emerson, Lake & Palmer)
- Serj Tankian: Weave On (Album Harakiri, 2012)

### In der Malerei und Bildhauerei
- Bildteppich mit den drei Parzen, London, Victoria & Albert Museum, unsicher: Frankreich oder Flandern, spätes 15. Jahrhundert
- Hans Baldung Grien: Die drei Parzen, Holzschnitt, 1513
- Peter Vischer d. J.: Der Traum des Herkules, Zeichnung, Berlin, Kupferstichkabinett
- Lucas de Heere: Allegorie auf die Geburt Kaiser Karls V., Gent, Abtei von Bijloke
- Jean Duvet: Eingangsbild zur Apokalypse, Radierung
- Peter Paul Rubens: Eingangsbild des Medici-Zyklus, Paris, Louvre
- Cornelis Cornelisz. van Haarlem: Die drei Parzen, Paris, ehem. Kunsthandel
- Pietro Belotti: Die Parze Lachesis, um 1684, Staatsgalerie Stuttgart
- Johann Joachim Kändler: Tafelaufsatz mit den Parzen für Katharina II. von Russland, Schloss Oranienbaum bei St. Petersburg
- Asmus Jakob Carstens: Die singende Parze Atropos, mehrere Gipsabgüsse des verschollenen Originals, u. a. Frankfurt, Liebieghaus
- Francisco de Goya: Las Parcas, Madrid, Museo del Prado
- Johann Gottfried Schadow: Grabmal des Grafen von der Mark, Berlin, Alte Nationalgalerie
- Johann Gottfried Schadow: Grabmal des Grafen Blumenthal, Gut Horst, Brandenburg
- Paul Heydel: Die Parzen, Große Berliner Kunst-Ausstellung 1894, Katalog, GND 5555934-7, S. 80
- Bernhard Rode: Widmungsradierung für den Berliner Arzt Johann Carl Wilhelm Moehsen
- Johann Heinrich Dannecker: Parzen als Uhrengehäuse, mehrere Ausformungen, u. a. Stuttgart, Staatsgalerie
- Christian Daniel Rauch: Kandelaber im Mausoleum der Königin Luise, Berlin, Park des Schlosses Charlottenburg
- Bertel Thorvaldsen: Relief mit den Parzen, Kopenhagen, Thorvaldsen-Museum
- Edwin Scharff: Parze, Edwin Scharff-Museum, Neu-Ulm
- Bernhard Heiliger: Die drei Parzen, Universität Münster
- Wolfgang Friedrich (geb. 1947): 3 Parzen, im Besitz des Künstlers
- Martin Mosebach (geb. 1951): Die schöne Gewohnheit zu leben, 1997